# 魔法戦士スイートナイツ
『魔法戦士スイートナイツ』（まほうせんしスイートナイツ）は、Triangleより発売された18禁陵辱アドベンチャーゲーム。
Triangleが発売したAVGの中でも看板を担う人気作品の1つで、「魔法戦士シリーズ」の最初の作品である。マジックシードのウェブサイト「美少女遊び」より携帯アプリ版も配信されている。
シリーズ3作、及びそれら全作を網羅した総集編1作が発売され、さらに続編として『魔法戦士シンフォニックナイツ』、『魔法戦士エリクシルナイツ』、『魔法戦士レムティアナイツ』の3作も製作されている。
ヒロインが自身の陵辱される様子を実況するという独特のスタイルを確立しており、そのスタイルはシリーズ全作で踏襲されている。

## 概要

### 魔法戦士スイートナイツ〜ヒロイン陵辱指令〜
2002年5月17日発売の第一作。2005年11月25日発売の総集編『魔法戦士スイートナイツ Complete Disc』に再録されている。
ストーリー
あらゆるエリート達を育成するべく創立された、都市に近い規模を持つ学園「私立国際教導学院」。そこでは、学園の生徒達が得体の知れない未確認生物に襲われるという事件が相次いで勃発していたが、そのたびに現れる謎の美少女「スイートナイツ」達の活躍によって、未確認生物は次々と倒され事件は解決していた。
謎の未確認生物達は、ロアという異世界に存在する魔導シンジケート・ゼーロウの者達によって召喚・操作されていた魔物で、ゼーロウはマナと呼ばれる魔力の源を大量収集する計画を実行に移すべく、地上界に侵攻し、学生達を襲っていたのである。そして地上で活躍するスイートナイツ達は、そのゼーロウと対立していたクイーン・グロリアの加護を受けた女性部隊「女神近衛団」の一員だったのだ。
度重なるスイートナイツ達の妨害にゼーロウは、「女神近衛団が、清純な乙女達のみで構成されている事」を逆手に取った対女神近衛団戦術を考案し、その有効性を実証した若きエリート幹部メッツァー・ハインケルを地上界に投入する。副官ココノ・アクアと共に地上に赴いたメッツァーは、火村竜人と名乗り、転校生として私立国際教導学院に潜入。スイートナイツ達を恥辱と淫欲に染め、自らの虜にするべく謀略を張り巡らすのだった。

### 魔法戦士プリンセスティア
2003年5月23日発売の第二作。総集編『魔法戦士スイートナイツ Complete Disc』に再録されている。
ストーリー
ゼーロウの若き幹部であるメッツァー・ハインケルと女神近衛団の一員であるスイートナイツ達が激戦を繰り広げるさなか、異世界ロアでは、スイートルージュ達、女神近衛団によってクイーン・グロリアの第一皇女であるティアナ・リリアン・トランシルヴェールの救出作戦が行われていた。彼女を救うために数多くの魔法戦士が捕らわれてしまい、追い詰められていたスイートルージュは、苦肉の策として、ティアナをスイートリップ達のいる地上界へと転移させてその場を脱出させる。しかしその情報は、すぐにゼーロウに知られてしまい、ゼーロウ上層部は、地上界にいるメッツァーにティアナの捜索および捕獲命令を下す。
メッツァーの予想に反し、ティアナはあっさりと見つかった。が、ティアナは聖なる力を秘めた聖涙石と呼ばれる宝石を持っており、彼女は、この聖涙石に願うことによって、魔法戦士プリンセスティアへと姿を変えることができたのだった。彼女の捕獲が一筋縄ではいかないことを知ったメッツァーは、聖涙石についての調査を開始。その結果、この石はティアナの力、魔力、感覚を増幅させると同時に、性的な感覚も鋭敏にしてしまうという致命的な欠点がある事を突き止める。
プリンセスティアに対しても、スイートナイツ達と同じ方法での攻略が可能であると判断したメッツァーは、水瀬蒼也と名と姿を偽り、同じく学生として私立国際教導学院にいたティアナに接触を開始。そんな中、ゼーロウから新たな副官として元・女神近衛団第一騎士団団長であるフェリセス・レクシアが派遣される。フェリセスの存在に微妙に心を揺れ動かすココノ。更には、ティアナを保護するべく、女神近衛団第一騎士団副長であるエレニス・レクシアが地上に現れる。かくして、メッツァーとプリンセスティアの対決の幕が上がる…。

### 魔法戦士スイートナイツ2 -メッツァー叛乱-
2004年4月2日発売の第三作。総集編『魔法戦士スイートナイツ Complete Disc』に再録されている。
ストーリー
プリンセスティア（ティアナ）の捕獲に成功したメッツァーは、ゼーロウ上層部からティアナを含む魔法戦士達を全員引き渡すよう命令を受けるが、メッツァーは命令を無視。これを叛意とみた上層部は直ちにメッツァーに手勢を差し向けるが、メッツァーはアジトを爆破してココノと共に行方をくらます。女神近衛団はアジトから逃げ延びた魔法戦士達の報告からメッツァーは死亡したものと判断したが、ゼーロウは地上界に斥候を放ちメッツァーの捜索を執拗に続けていた。
魔力の消耗による仮死状態から目覚めたメッツァーは、二つの世界を掌中にするというかねてよりの野望を実現すべく、彼の復帰を待ちながら地上界で人間に紛れ活動していたココノと共に第三の勢力として再起を図る。だが、地上界にはクイーン・グロリアの加護によって、パワーアップしたスイートリップ（七瀬凛々子）が帰還していただけでなく、新たに4人目のスイートナイツ、スイートパッションが誕生していた。
一方、ロアに帰還したティアナは、女神近衛団に新たな力を与えるべくクイーン・グロリアの儀式に身をささげ、巨大な聖涙石の中に眠りについていた。聖涙石の輝きが増した事で女神近衛団は急速に勢力を伸ばし、ロア各地でゼーロウを追い詰め、メッツァーの前に立ち塞がる。更には、死亡しているはずだったティアナの義理の兄、エルウィン・ヨアキム・トランシルヴェール王子が、メッツァーの副官であったはずのフェリセスを引き連れて姿を現す。
果たしてメッツァーの野望はどんな結末を迎えるのか…今、スイートナイツの物語が完結を迎える…。

### 炸裂スイートファイト！
総集編『魔法戦士スイートナイツ Complete Disc』に新規収録されたミニゲーム。『SK2』のパラレルストーリーが展開される。メッツァーがスイートナイツに敗れ、ティアナが地上界に留まりつづけている等、幾つか設定が変更され、また戦闘部分がターン制からアクティブタイムバトル制に変更されている。後にこのミニゲームを改良させた番外編のゲームとして「セイクリッドグラウンド」が発売された。
ストーリー
女神近衛団に敗北したメッツァーは伏竜となって地上界に潜み、副官ココノと共に勢力の建て直しを図っていた。そのメッツァーに戦力の提供を申し出てきた謎の男、ディネロ・ロゼルテ・イーザーヘルゲン。彼から強力な人造上魔を借り受けたメッツァーは、ココノが掴んだ情報を頼りに、ロア王家が封印した起死回生の力「黄昏の閃晃」を手に入れるべく行動を開始した…。

### 魔法戦士スイートナイツ メッツァーの暗躍
続編『魔法戦士シンフォニックナイツ』の発売に併せてPUSH!!誌上に掲載されたサイドストーリー。スイートナイツ完結より数年後とされる、シンフォニックナイツでのメッツァーを描く。
ストーリー
その日、女神近衛団が迎え入れた客は魔法戦士の不倶戴天の敵だった。女神近衛団とロアの覇権を争う闇の軍勢。その首魁、メッツァー・ハインケルは、自ら持ちかけた休戦交渉をまとめるべく敵本拠地ロア王宮に乗り込む。そこには、かつて彼がゼーロウ幹部として戦いを重ねた魔法戦士たちがそれぞれの思いを秘めて待ち構えていた…。

## シリーズの登場人物
※男性キャラのCVは、『炸裂スイートファイト！』及び『セイクリッドグラウンド』のみ

### メッツァー関連
メッツァー・ハインケル
声 - 中本伸輔
スイートナイツシリーズにおいて主人公となる人物。
元々は異世界ロアに存在する魔導シンジケート・ゼーロウの最下部に位置する組織員に過ぎなかったが、初陣にて魔法戦士の一人を攻略し、更には自らの配下に加えたという功績から若き幹部として異例の出世を遂げた。
ゼーロウ上層部より、地上界にて作戦遂行の障害となっている女神近衛団第十三騎士団「スイートナイツ」を排除するよう命令を受け、副官ココノと共に地上界に赴き学生として行動。その内に秘めた野望を視野に入れつつ、魔法戦士との戦いを通じて傘下の戦力を鍛え上げて行く。
容姿端麗であるが、それに伴って若くしてロアと地上の二つの世界を掌中に収めると言う並外れた野心と揺らぐ事の無い信念を持ち合わせており、ココノだけに留まらず、凛々子やティアナ、フェリセスと言った女性達の心を奪っている。
地上界では、火村竜人（ほむらたつひと）、水瀬蒼也（みなせそうや）などの偽名を用いている。
なお、素顔が出たのは『SK2』、声が付いたのは『炸裂』からである。
ココノ・アクア
声 - 日向裕羅（『SK』『PT』）→茶谷やすら（『SK2』『炸裂』）
メッツァーの副官である少女。
元々は女神近衛団第二騎士団「アップルナイツ」の副長を務める魔法戦士であったが、初陣の際に、同じく初陣であったメッツァーに捕獲・調教を施され、いつしかメッツァーに心を奪われてしまい、自ら志願してその側近となった。メッツァーのことを誰よりも愛しており、彼の為ならば命を投げ出す事さえ厭わない（『PT』のルートによっては、メッツァーを庇って死んでしまう。また、小説版も同様）。
『SK2』にて、メッツァーへの想いから、失っていた魔法戦士への変身能力を取り戻すことになるが、その愛情は変わることなく、メッツァーに永遠の忠誠を誓っている。
主に魔物や施設の管理を担当し、上司と部下というよりも、公私共におけるパートナーといった関係になっている。メッツァーもココノに対しては特別な思い入れがあり、時折自身の弱さをのぞかせることがある。また、スイートリップに対しては、同じメッツァーに心を奪われてしまった者として、ある種のシンパシー、または憐憫に近い感情を抱いている節がある。

### スイートナイツ
七瀬凛々子（ななせ りりこ）→スイートリップ
声 - 木葉楓（『SK』 - 『炸裂』）→青井美海（『SG』『RK』）
スイートナイツシリーズのメインヒロイン。
地上の人間で2番目に魔法戦士になった少女。クイーン・グロリアにより授かった力でスイートリップに変身する、私立国際教導学院に通う地上界の少女。真面目だが、心優しい性格の持ち主で、学園内においてもアイドル的存在である。その上、成績優秀で、将来は外交官を目指すべく、学園の国際部に通っている。
『SK1』において、転校生で敵である火村竜人（メッツァー）に恋をしてしまい、正体を現した彼によって陵辱行為を受けたが、その後も敵対するメッツァーに対し、敵意と愛情の狭間に心を揺れ動かしている。
『SK2』では、新たなスイートナイツとなった麻由希との連携の為に、彼女のいる私立綾ヶ峰学園に転校しているが、自らのメッツァーに対する複雑な感情から、麻由希の慕っている村雲亮二がメッツァーと入れ替わっている事実に気付いた。
武器は三日月槍状の斧『クレセント・ハーケン』、必殺技は複数体攻撃のスイート・サンダー・アタックと全体攻撃のジャスティス・エボリューション。
柚木香那葉（ゆずき かなは）→スイートキッス
声 - 北都南
地上の人間で3番目に魔法戦士になった少女。クイーン・グロリアにより授かった力でスイートキッスに変身する、私立国際教導学院に通う地上界の少女。凛々子の事を「先輩」と呼び、姉のように慕っている。料理において天才的な才能を持ち、学園のカフェ内でも調理を担当。両親と兄を交通事故で亡くし、天涯孤独の身となっており、気丈に振舞うものの、その内には人には打ち明けられない寂しさを抱いていた。
『SK1』において、凛々子同様に香那葉もまた火村竜人（メッツァー）に恋をしてしまっていた。
『SK2』では、メッツァー達に受けた陵辱のショックで登校拒否になり、近所のケーキ屋でパティシエとして働いていたが、麻由希からの激励を受けて復帰した。
武器は円形フープの『ブーメラン・フープ』、必殺技は複数体攻撃のスイート・フラッシュ・イリュージョンと全体攻撃のクリスタル・エクスプロージョン（『SK1』にて終盤の脱出イベント発生時に新たに習得）。
宮守麻由希（みやもり まゆき）→スイートパッション
声 - 木村あやか
『SK2』より登場。地上の人間で4番目に魔法戦士になった少女。クイーン・グロリアにより授かった力でスイートパッションに変身する。国際教導学院とは違う私立綾ヶ峰学園に通っている。香那葉と同い年で、凛々子よりも一つ年下。プライドが高い上にはっきりとものをいう勝気な性格の持ち主で、凛々子の事を尊敬している。当初は戦いから降りてしまった香那葉の事は蔑んでいたが、メッツァーとの戦いを経て自分が思い上がっていた事や、支えてくれる家族のいない香那葉の孤独に気づき、後に彼女をスイートナイツとして復帰させるべく、彼女を励まし、以降は公私共における友人関係となった。
沙倉愛梨（さくら あいり）→スイートルージュ
声 - 飯田空
「スイートナイツ」を地上界に設営するにあたり、クイーン・グロリアにより地上界から魔法戦士として選出された最初の女性で、魔法戦士の第1号。スイートルージュに変身する。普段は私立国際教導学院にて、国際関係学担当の教師を務めている。学園の治安を守る綱紀局の責任者も務める。
メッツァーの計画が最終段階を迎えようとしていた矢先に正体を現し、最強の敵としてメッツァーの前に立ちはだかる。
『PT』にて、ティアナを地上に送還するが、後にエルウィンに捕獲されてしまい、『SK2』ではエルウィンの居城であるダエベット・ダール要塞にて、囚われの身となっているが、エルウィンの計らいによって脱出し、プリンセスティアと合流する。
武器は鞭状の『クイーンズ・ロッド』、必殺技は複数体攻撃のスイート・ミスティック・クラッシュ。

### 異世界ロア
ティアナ・リリアン・トランシルヴェール→プリンセスティア
声 - 島香麗子
『PT』よりメインヒロインとして登場。
異世界ロアを治めるクイーン・グロリアの娘で、第一王女。聖涙石を使ってプリンセスティアという魔法戦士に変身する（ただし、地上の魔法戦士にはカウントされない）。ゼーロウに追い詰められていた所をスイートルージュ達の手で救出され地上界へと逃がされる。性格は純粋無垢で清純といかにもお姫様な性格だが、それが災いして騙されやすいという欠点もある。
私立国際教導学院で出会った水瀬蒼也（メッツァー）に恋してしまっており、正体を知った後も、愛してしまったメッツァーに対する乙女心故に完全な敵意を示せないでいる。
『SK2』では、メッツァーのアジトから脱出した後にロアに戻り、自らの身体を聖涙石と一体化する事でスイートナイツ達に新たな力を授けている。
フェリセス・レクシア
声 - 飯田空
元・女神近衛団第一騎士団「エンジェルナイツ」の団長にして、女神近衛団最強の魔法戦士。ロアにてメッツァーに捕獲され、メッツァーが地上界侵攻を拝命する直前まで彼の手で調教を受けていた。
『PT』にてメッツァーの二人目の副官としてゼーロウより地上界に派遣されるが、実はメッツァーの監視と、失敗した場合のメッツァーの抹殺が真の任務であった。
『SK2』では、どんなに尽くしてもメッツァーが自分を一番に思ってはくれない事に気付き、自らの意思でメッツァーの元を離れ、女神近衛団時代に純血を捧げた相手であるエルウィンの副官として妹のエレニスと共に行動するが、若干メッツァーに未練を抱いてもいる。ルート次第では、裏切った自らを許してくれたメッツァーを、洗脳から開放されたエレニスの攻撃から庇い、命を落とす事になる。
エレニス・レクシア
声 - 彩世ゆう
『PT』より登場。女神近衛団第一騎士団「エンジェルナイツ」副長で、フェリセスの実妹。フェリセス捕獲の後も団長への昇進を固辞したまま騎士団を率いている。真面目な性格だが、それ故に恋愛や性的な事に関して免疫がない。地上界に脱出させたティアナをロアへ連れ帰るため地上界に現れるが、メッツァーに捕獲されてしまい、調教を受ける。
『SK2』では、ティアナと共にメッツァーのアジトから脱出するべく次元転移をした際、その衝撃に別の場所へと飛ばされた上に記憶を失ってしまい、エルウィンに捕獲・洗脳され、姉のフェリセスと共に彼の忠実なる手駒になっている。
続編のレムティアナイツでは、女神近衛団に復帰し、エンジェルナイツの団長に就任している。
クイーン・グロリア
声 - 白井綾乃
ティアナの母親で、ロアを支配するトランシルヴェール王家の現女王。王家に伝わる聖涙石の力を行使し、聖涙石のかけらを宿した魔法戦士により構成される女神近衛団を率いる。ゼーロウが魔導資源マナを地上界に求めたことを察知し、その目論見を阻止するべく地上界に女神近衛団の13番目の騎士団「スイートナイツ」を設営した多くの者達からの信頼を得ているが、王家の秩序を優先してエルウィンの実母が追放された事を黙認したり、更には実子であるティアナのみに愛情を注ぎ、覇王となる素質のあるエルウィンを異端視して追放するなど、自己中心的な一面もあったようである。
『SK2』のストーリー後は、ティアナが女王の座を引き継ぐ。
エルウィン・ヨアキム・トランシルヴェール
『PT』で存在が明らかになるトランシルヴェール王家の元第一王子であるが、クイーングロリアの実子ではなく、ティアナの父と彼に仕える女性との間に生まれた。ティアナの義理の兄に当たる。卓越した軍才の持ち主であるが、その野心を義母であるグロリアに見抜かれ、公には処刑され死亡したことになっていたが生きており、姿と名を偽り現実世界にいるメッツァーに接触してくる。『PT』で自らの姿を偽っていた際には、「紫苑寺（しおんじ）」と名乗り、私立国際教導学院にて教師をしていた。
『SK2』にて真の姿を現し、フェリセスとエレニスの二人を配下として引き連れ、自らの野望実現のため、本格的にメッツァーに共闘を申し出る。独自の聖涙石の研究によって、自らの魔力と引き換えに聖涙石の力を完全無効化する対消滅呪文を会得している。
クイーングロリアによって自らの実母の追放を黙認され、更には自分まで放逐されたことで、「守る者」のいなくなったエルウィンの心は大きく歪むこととなった。当然クイーングロリアを憎んでいるが、ティアナに対してはグロリアが彼女のみに愛情を注いでいた事を妬んでいた反面、若干兄妹としての感情も持っており、彼女を傷つける事に何処か抵抗感を持っている。また、内心では自らの野望を止められない事に苦悩していたようで、ルートによっては抵抗しないまま自らティアナに討たれる道を選ぶ。
メッツァー事を「歪んだ秩序の狭間に産み落とされた稚児」と例えている事から、彼の出自についても、何か知っていたらしい。
小説版『SK2』では逃亡した地上世界（日本）の社会制度を目にしたことで大陸全土を一つの王家が支配する絶対王政の歪みを実感し、その歪みを正すためにゼーロウを民主制に近い体制の国家として独立させようと戦っている。

### スイートファイト登場
ディネロ・ロゼルテ・イーザーヘルゲン
声 - 鳥取砂丘
『光臨天使エンシェル・レナ』に登場。異世界パレキシアに存在するアザハイド帝国イーザーヘルゲン王家出身の元第三王子。飄々としているが狡猾な性格の持ち主。邪魔なエンシェルレナを倒させようと、メッツァーに裏から協力する。
エンシェル・レナのことを「エンシェリータ」と呼ぶ。
朋衛玲奈（ともえ れな） / エンシェル・レナ
声 - 遠野そよぎ
『光臨天使エンシェル・レナ』の主人公である魔法戦士の少女。地上の人間では極めて珍しい「エンシェリウムカード」と呼ばれる特殊な魔術道具を使用できる「エンシェリアン」と呼ばれる能力者でもある。宿敵であるディネロがメッツァーに協力して悪事を目論んでいた為、それを阻止するべく、メッツァーの前に立ちはだかる。クーラというマテリオネットと、行動を共にする。
魔法属性では、非常に珍しい「光属性」である。

### その他
サキュバス
声 - 北都南
メッツァーが使役している上魔。享楽的で気まぐれかつ捻くれ者な性格で『SK』から『SK2』まで彼の元で働く。戦闘よりも陵辱を本分とし、魔力を込めた口付けを相手の秘部に施すことで相手をふたなり化してから快楽漬けにする事を好む。メッツァーに味方しているのは彼と一緒ならば新鮮な人間の精気をほしいままにする事が出来るからだがそれに劣らず彼の人柄に好感を持っているからであり、彼がおおよそ権力というものに縁がなくなってしまった『SK2』でも物語開始の時点ですでに味方していたのはこの点が大きく影響している。
なお『魔法戦士シンフォニックナイツ』にも女子高生の体を乗っ取って茶髪に制服という姿で登場しファルケに味方した。このときに味方した理由もやはり性格が気に入ったからだそうである。
ディラック
メッツァーが使役している上魔。仮面を被った貴族のような外見をしているが、その外見と裏腹に、性格は悪魔らしく気まぐれで、言動は下品で軽薄。メッツァーに協力しているのも面白い事になりそうという享楽的な理由からである。
しかし上魔の中では間違いなく最強で、並の魔法戦士達を遥かに凌駕する実力を持っており、強力な遮蔽陣を展開する事によって、いかなる存在の攻撃や侵入を防いでしまい、アザハイド帝国の特殊解呪班ですらも、デコードが不可能となっている。また普段の戦闘でも本来の力を発揮すると見境無く破壊してしまう事から、力を制御しているらしい。魔法戦士達や異世界パレキシアの間でも、ディラックの恐ろしさは知れ渡っているようであり、誰もがディラックがメッツァーに使役する理由を理解出来ないでいる。時々任務が面倒になると、自身の分身に任務を任せている。
『魔法戦士エリクシルナイツ』に登場するシルヴァ・ラドクリフによると、魔界の誕生と同時に闇から生み出された十三の悪魔の一人で、魔界そのものを支配していた時期もあるらしい。
ダークリップ
スイートリップから採取したマナを用いて、メッツァーが作成したスイートリップのクローン体。オリジナルと違い両性具有で肌の色が濃く、衣装の色も違う。
セラフィー・ローレンス
女神近衛団第二師団の参謀でココノの師匠。

## メインスタッフ
- 原画 - 斎藤なつき
- シナリオ - 反事象桂林
- 音響監督　明瀬礼洋